# Chorizanthe membranacea
Chorizanthe membranacea är en slideväxtart som beskrevs av George Bentham. Chorizanthe membranacea ingår i släktet Chorizanthe och familjen slideväxter. Inga underarter finns listade i Catalogue of Life.